# Agostino Colombre
Agostino Colombre, o Columbre (San Severo, intorno alla metà del XV secolo – ...), è stato uno zoologo e veterinario italiano.

## Biografia
Riguardo alla sua nascita si hanno poche notizie, a causa di due saccheggi, avvenuti a San Severo (il primo nel 1467 ad opera di Ferdinando I, il secondo nel 1496 ad opera di Virgilio Orsini e degli Aragonesi), in cui andarono distrutti i registri parrocchiali.
Lasciata San Severo in giovane età, si trasferì a Venezia, dove fu chirurgo e insegnò chirurgia umana. Carlo V lo chiamò presso di lui come medico di corte, ma Colombre vi rimase poco, prima facendo ritorno a Venezia, poi passando a Napoli al servizio di Ferdinando II.
La notorietà di Colombre è legata sostanzialmente a L'opera de manischalcia (Napoli, 1490), un importante trattato che ebbe nel giro di pochi anni ben sei edizioni e fu assai apprezzato in tutta Europa, particolarmente in Germania. Molti furono i meriti scientifici di Colombre, che è uno dei padri della moderna veterinaria; tra questi figurano fondamentali contributi all'anatomia animale (come la prima vera descrizione anatomica del bue e del cavallo), la scoperta di importanti patologie equine e bovine (come il diabete mellito nel cavallo) nonché la pratica di alcuni innovativi interventi chirurgici (come la tenotomia sottocutanea e la nevrectomia del "buccinatorius"). per primo, scoprì e descrisse la "contorsio uteri", l'attorcigliamento a spirale della cervice uterina e altre distocie materne nella vacca.

## Opere
L'opera de manischalcia ebbe sei edizioni.
1. L'opera de manischalcia de maistro Augustino Columbre, Napoli, Francesco Del Tuppo, 1490.
2. Incomincia il libro de maistro Augustino Columbre maneschalco de Sancto Severo dedicato al invictissimo Re Ferdinando De Ragona suo signore..., Venezia, Guglielmo de Fontaneto, 1518.
3. ..., Venezia, 1536.
4. ..., Venezia, 1547.
5. ..., Venezia, 1561.
6. Del modo di conoscer la natura de cavalli et le medicine appartenente a loro. Divise in tre libri da M. Agostino Colombre maniscalco a San Severo, Venezia, Alessandro de' Vecchi, 1622 (volgarizzamento)